# 千堂武士
千堂 武士（せんどう たけし）は、森川ジョージの漫画作品およびそれを原作とするアニメ『はじめの一歩』に登場する架空の人物。アニメ版・ドラマCD版共に声優は小野坂昌也。幼少期の声優は氷上恭子。

## ボクサーとして
なにわ拳闘会所属のプロボクサー。元日本フェザー級チャンピオン。WBC同級1位（単行本133巻現在）。「浪速のロッキー」｢浪速の虎｣の異名を持ち、幕之内一歩に匹敵するほどの豪腕を誇るインファイター。攻防一体で基本に忠実な一歩とは異なり、攻撃に特化している野性的なタイプ。一歩と同等かそれ以上のパンチ力とひと蹴りで相手との間合いを詰めるフットワークを持つ。一歩と戦った日本フェザー級タイトルマッチにおいてミックスアップで、一歩の限界を超えた力を引き出し、トレーナーの鴨川をして「なんという好敵手」と称賛せしめた。生年月日は1972年5月5日（一歩より一歳歳上、初登場時19歳）。身長168cm。牡牛座のB型。一人称は「ワイ」だが、まれに「オレ」を使うこともあった。

### 来歴
生まれてすぐ母が死に、5歳の時に消防士だった父は千堂と同じ年だった子供を救助した際に殉職している。駄菓子屋を営む祖母と暮らすようになり、祖母から「父親のように人を守れる男になれ」といわれて育つ。同級生をイジメやカツアゲから守るため上級生の集団にも単身向かっていくなど喧嘩に明け暮れ、高校時代には近隣を牛耳る番長だった（この頃に沢村竜平と知り合っている）。「強さとは何か」を求め続け、なにわ拳闘会の練習生を一方的に叩きのめした際柳岡トレーナーに出会い、ボクシングを始め日本一強い男を目指す。
全日本新人王決定戦で対戦が決まった一歩の実力に「恋人を見つけた気分」と言うほど惚れ込み、偵察に来た際に6階級も違う鷹村守にスパーリングを挑み、舐めてかかる鷹村を挑発して顔面にスマッシュを決めて見せる。これで鷹村を本気にさせ一撃で失神させられたが、この時の威勢の良さを気に入られ、鴨川ジムの面々とも打ち解けた。
一歩が拳の骨折が完治しないまま臨んだ全日本新人王決定戦で最初に拳を交え、KO寸前まで圧倒するも最後は一歩が放ったテンプルへの一撃で意識を失いながら戦い、結果コーナーから立ち上がることが出来ず3R棄権試合（TKO）で敗北。
伊達英二が返上した日本フェザー級王座決定戦でヴォルグ・ザンギエフと戦い、一進一退の攻防を繰り広げ若干劣勢になるも、ホームタウンディシジョンとも思われる判定で辛勝した。
タイトル初防衛戦では「スピードスター」の異名を取る冴木卓麻と対戦、圧倒的な力を見せつけ1R67秒でKO勝ちした。2度目のタイトル防衛戦では茂田晃と対戦。サウスポーの茂田にペースを完全に封じ込まれるも、一歩に敗戦した後に徹底的に強化した下半身を使いこなせるようになり、殺人的なラッシュの反撃を浴びせ、レフェリーストップで3RKO勝ち。茂田を恐怖から拳そのものに恐怖を覚えるパンチ・アイにまで陥いらせる怪物ぶりを見せた。
3度目のタイトル防衛戦で一歩との宿命の再戦を迎える。「LALLAPALLOOZA（ララパルーザ、“地鳴り”の意）」と冠した試合名通りの凄まじい攻防の末、一歩の完成版デンプシーロールの前に轟沈。しかし今度は最後まで意識を失うことなくテンカウントを聞いた。
その後は鷹村の世界戦や沢村や星の試合に顔を出す。世界王者リカルド・マルチネスを倒し世界タイトルマッチで一歩と三度目の対決を迎えることを目指し、世界挑戦権獲得と武者修行のため「どつくリスト」をひっさげて各地のジムに道場破りのようなスパーリングを行って回った。

### 性格
関西弁を喋り闘争心旺盛で気性が荒く、強敵と限りない拳の応酬を交わした上で勝つことを至上の喜びとする。ボクサーになるため生まれたような人物だが、いつも群がってくる近所の子供達にファイトマネーで褒美を買ってやったり、後輩や入院した顔見知りの面倒をみたりと義理人情にも厚い。間の抜けた面も多く、せっかく貰った土産物を新幹線のホームに置き忘れて一歩に郵送してもらったり、試合会場に待たせていた後輩の星をそのまま置いてけぼりにしてしまったりする。しかしながら、タイトルマッチに敗れ、ベルトを奪われる結果を迎えても、肩を落とすことなく堂々と胸を張ってリングを降りるなど最後の最後まで王者たる風格を一歩達に見せつけるなど、器は大きい。昔から老若男女問わず人気があり、一歩は彼のファンたちの勢いの良さに気圧されていた。
普段はお調子者だが「みんなを守る」という父の遺志を強く受け継いでおり、自分から他人に喧嘩を売ることはないが弱い者が虐げられるのを無視できずどんな強敵にも立ち向かっていく正義漢である。中学時代の恩人である教師を元夫のつきまといから守ろうと自分の家に来るよう説得した。
大の猫好きで、自身の飼い猫のみならず出会った猫と片っ端から友達になるのが特技であり趣味。尊敬するボクサーはロッキー・マルシアノ（「映画のロッキーとは違う」と自ら注釈をつけているが、一歩戦では映画のロッキーのようになった）。鷹村のファン。高校進学も危ぶまれたほど勉強は苦手(後述の特別読み切り『はじめの一歩外伝 浪速の虎』によると、大阪府内一頭の悪い高校に進学したとされる)で、「どつくリスト」の名前がひらがなだらけだった（例：鷹村守→たか村まもる、宮田一郎→宮田いちろう）。（先述した総合的な防御面の弱さを差し引いても）ボクサーとしては対戦相手の弱点を冷静に分析し、巧みな駆け引きを行うなど戦略眼でも優れたものを持っており、宮田の父に「したたか」と評され、世界が認める名伯楽のビル・スチュワートも、自身が育てたメキシカンボクサーとの戦いをみて、潜在能力の高さを認めた。
一歩との三度目の対決にむけて闘志を燃やしているが、上京時はよく鴨川ジムに現れジムメンバーと交流している。対照的な性格の宮田一郎からは避けられることが多く、声をかけてもよく無視されていたが生意気な態度に文句を言いながら彼のスパーにずっと付き合ったり、宮田のピンチに静まり返る試合会場で一人だけ熱心に応援したり悪い関係ではない。ただし、間柴了との仲は最悪で、初対面時から衝突やいがみ合いが絶えず、柳岡らは狼狽し、間柴久美や飯村からは諫められることが多い。その久美のことは中学時代の恩師に性格がそっくりなため、初対面時に一目ぼれしており、彼女を狙う発言をしていた。同じタイプの人種の沢村竜平とは不良時代に面識があり、ボクサーとなってからもお互いの力量を心の内で認め合っている。沢村が一歩と戦った後に病院送りされた時もいち早く見舞いに訪れたり、間柴戦の直後に交通事故を起こし、選手生命を断たれた沢村のボクサーとしての最期の姿を見届けた。後輩の星洋行からは兄貴分と慕われている。

### その他
モデルは「浪速のロッキー」の名で知られ、引退後はタレント・俳優として活躍している元プロボクサーの赤井英和。
フェザー級タイトルマッチでの一歩との試合は、作者が「最終回のつもりで描いた」と述べるなど、作中屈指の盛り上がりを見せた。この試合はベストバウト人気投票で最も一位に選出されている回数が多く、またアニメ一期のクライマックスにもなっている。
『月刊少年ライバル』創刊号に掲載された特別読み切り『はじめの一歩外伝 浪速の虎』では主人公として中学生の頃の不良時代が描かれた。後に単行本84巻に収録されている。
一歩に負けず劣らずな巨根の持ち主で鷹村をして「タダゴトじゃないサイズ」と言わしめた。
キャラクター人気ランキングでは、連載200回記念で7位、連載500回記念で6位にランク入り。
鷹村に負けず劣らず歌が下手で、歌を歌うたびに青木・木村・板垣に嫌な顔をされている。
好物はお好み焼きで、一歩と板垣にもおすそ分けしたことがある。

## 得意技
スマッシュ
フックとアッパーの中間の、斜め下から突き上げる強打。ドノバン・ラドックの得意パンチとして有名。
中学時代に大勢の人数を相手にする状況を打破すべく、一撃で確実に相手を一人倒すため自身で研究し考案した。その威力はスパーリングで鷹村のガードを崩したほど。
低空スマッシュ
威力を上げたスマッシュ。体ごと沈ませて突き上げるフォームだが、アニメでは拳をマットすれすれから突き上げる。
右腕のスマッシュ
サウスポースタイルにスイッチして利き腕で打つ。鷹村とのスパーリングにて漫画で初披露し、アニメでは左のスマッシュに変更された。
右ストレート
初期はガードをこじ開け、カウンターにも使っていた。
フェイント
殺気を入れて行い、スマッシュと組み合わせても使う。
デンプシー・ロール破り
ステップ・インで強引にデンプシー・ロールを出す際のウィービングを止める。真田一機と武恵一も実行しているが、千堂は無意識に行った。

## 対戦成績
西暦が不明であるため、便宜上、一歩の鴨川ジム入門後の経過年数と本人の年齢を表記する。
- 24戦22勝21KO2敗（現時点判明分）

| 戦           | 日付                         | 勝敗 | 時間     | 内容 | 対戦相手                     | 国籍     | 備考                      |
| ------------ | ---------------------------- | ---- | -------- | ---- | ---------------------------- | -------- | ------------------------- |
| 1            | 1年目（18歳）                | 勝利 | 1R 0：50 | KO   | 石野                         | 日本     | プロデビュー戦            |
| 2            | 不明                         | 勝利 |          | KO   | 不明                         | 日本     |                           |
| 3            | 不明                         | 勝利 |          | KO   | 不明                         | 日本     |                           |
| 4            | 不明                         | 勝利 |          | KO   | 不明                         | 日本     |                           |
| 5            | 不明                         | 勝利 | 2R       | KO   | 不明                         | 日本     |                           |
| 6            | 不明                         | 勝利 |          | KO   | 不明                         | 日本     | 西日本新人王決勝          |
| 7            | 2年目（19歳）2月末           | 敗北 | 3R 3:00  | TKO  | 幕之内一歩（鴨川）           | 日本     | 全日本新人王決定戦        |
| 8            | 不明                         | 勝利 |          | KO   | 不明                         | 日本     |                           |
| 9            | 不明                         | 勝利 |          | KO   | 不明                         | 日本     |                           |
| 10           | 不明                         | 勝利 |          | KO   | 不明                         | 日本     |                           |
| 11           | 不明                         | 勝利 |          | KO   | 不明                         | 日本     |                           |
| 12           | 不明                         | 勝利 |          | KO   | 不明                         | 日本     |                           |
| 13           | 不明                         | 勝利 |          | KO   | 不明                         | 日本     |                           |
| 14           | 3年目（20歳）4月             | 勝利 | 10R      | 判定 | ヴォルグ・ザンギエフ（音羽） | ロシア   | 日本フェザー級王座決定戦  |
| 15           | 199X年 4年目（21歳）7月      | 勝利 | 1R 1：07 | KO   | 冴木卓麻（河合）             | 日本     | 日本フェザー級王者防衛戦1 |
| 16           | 199X年 4年目（21歳）9月下旬  | 勝利 | 3R 0.41  | KO   | 茂田晃（新日本）             | 日本     | 日本フェザー級王者防衛戦2 |
| 17           | 199X年 4年目（21歳）11月20日 | 敗北 | 7R 1:32  | KO   | 幕之内一歩（鴨川）           | 日本     | 日本フェザー級王者防衛戦3 |
| 18           | 199X年 5年目（22歳） 4月末   | 勝利 | 1R 1：33 | TKO  | 不明                         | 日本     | （再起戦）                |
| 19           | 199X年 7年目（24歳） 5月25日 | 勝利 |          | KO   | ホセ・ラミレス               | メキシコ |                           |
| 20           | 不明                         | 勝利 |          | KO   | 不明                         | メキシコ |                           |
| 21           | 不明                         | 勝利 |          | KO   | 不明                         | メキシコ |                           |
| 22           | 不明                         | 勝利 |          | KO   | 不明                         | メキシコ |                           |
| 23           | 199X年 8年目（25歳）4月頃    | 勝利 | 8R       | KO   | ホセ・ナーゴ                 | メキシコ |                           |
| テンプレート |                              |      |          |      |                              |          |                           |